# Газиев, Бахромжон Валиевич
Бахромжон Газиев (род. 21 сентября 1979, Ташкент, УзССР) — узбекистанский спортивный функционер.
Председатель Федерации современного пятиборья Узбекистана, Федерации коневодства и конного спорта Узбекистана и Федерации поло Узбекистана.
Член Исполкома НОК Узбекистана.
Вице-президент Евразийской Ассоциации конного спорта.

## Биография
Родился в 1979 году в Узбекистане, в городе Ташкенте.
В 2001 году получил степень бакалавра в Ташкентском педагогическом университете имени Низами, по направлению профессионального обучения. В 2003 году стал магистром международных экономических отношений Ташкентского государственного экономического университета.
Свободно владеет русским и узбекским языками. Владеет английским языком на начальном уровне.

## Карьера

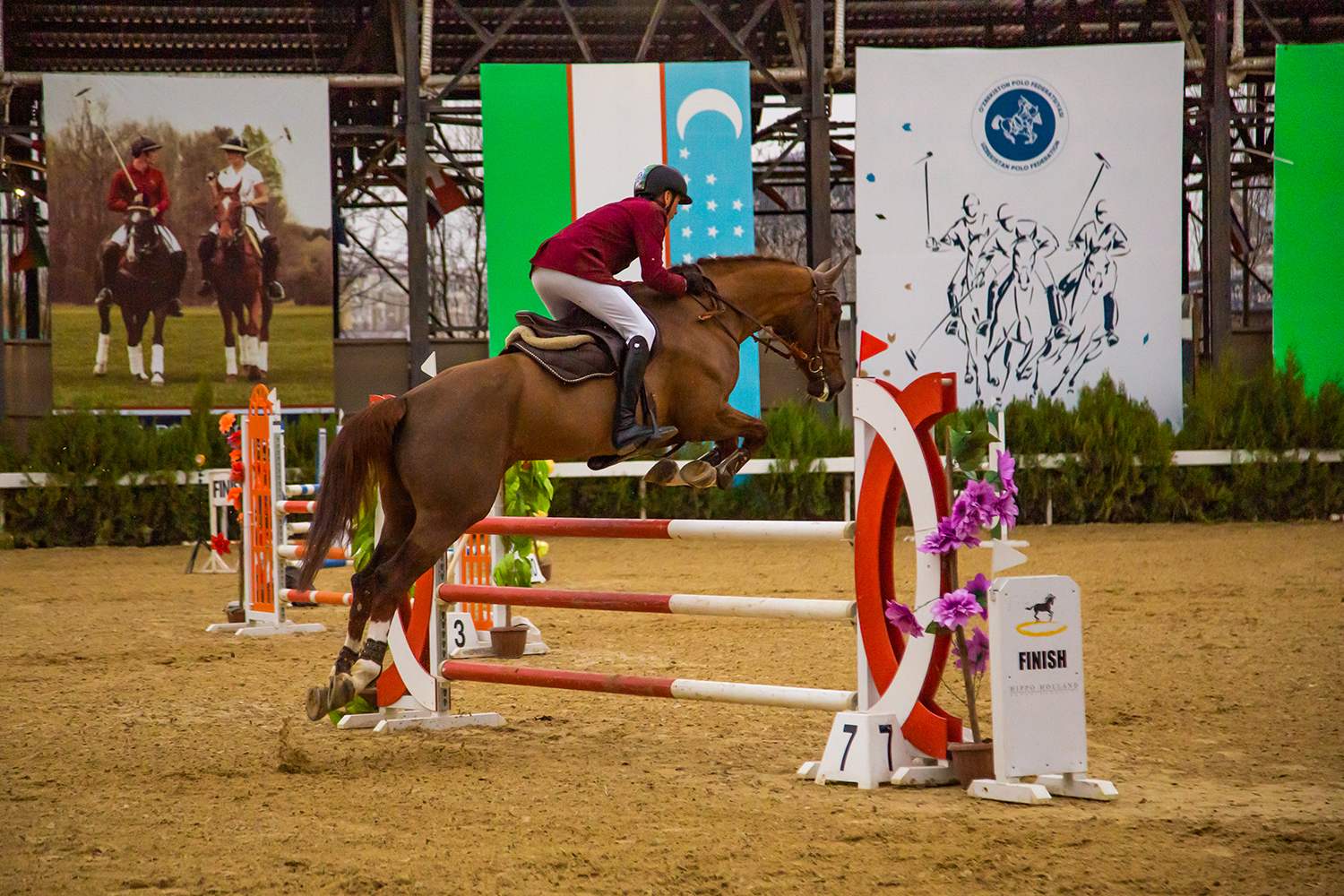
Бахромжон Газиев на соревнованиях по конкуру

### Спорт
Бахромжон Газиев — профессиональный спортсмен-конкурист, занимается спортом с 2010 года. Является мастером спорта Узбекистана международного класса.

### Предпринимательство
После получения магистерской степени по экономике в 2003 году, Газиев занимался частной предпринимательской деятельностью до 2011 года.
С 2011 по 2016 год занимал должность коммерческого директора компании по производству бумаги и картона, с 2017 года по настоящее время — председатель совета директоров компании по производству гипсокартона.
Годы предпринимательской деятельности позволили Газиеву получить опыт в управлении проектами и работе с коллективами, который в дальнейшем пригодился ему в карьере спортивного управленца.

### Карьера спортивного функционера
Карьеру спортивного функционера начал в 2017 году с должности Вице-президента Федерации коневодства и конного спорта Узбекистана, проработал в должности до 2019 года. Заметнее всего за этот период стала работа по обеспечению спортсменов материально-технической базой и привлечению спонсоров. В частности, подготовлены и подписаны два Постановления Президента Республики Узбекистан «О дополнительных мерах по дальнейшему развитию коневодства и конного спорта в Республике Узбекистан» от 27 июня 2017 г. и «О мерах по дальнейшему развитию коневодства и конного спорта в Республике Узбекистан» от 18 февраля 2018 г. Финансирование задач из постановления взяли на себя АО «Узбекистон темир йуллари» и АО «Kvarts».
В 2018 году Газиев начал совмещать деятельность в конной сфере с должностью Председателя Федерации современного пятиборья Узбекистана. В 2019 году впервые в истории узбекистанского современного пятиборья были получены две лицензии на XXXII Летних Олимпийских играх в Токио (Япония).

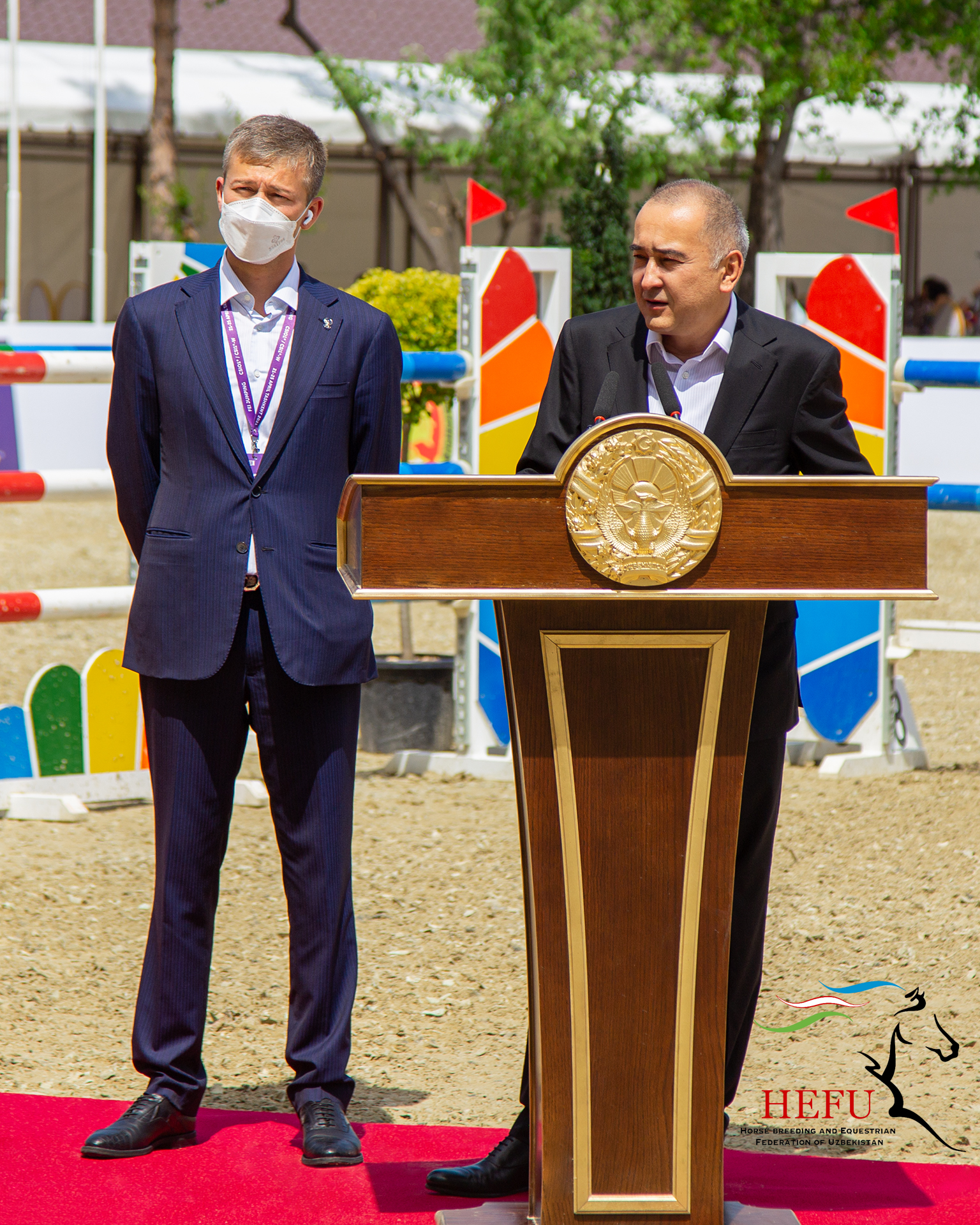
Закрытие I Этапа Кубка мира и Лиги Наций Евразийской лиги по конкуру

В 2019 году был избран в Федерацию коневодства и конного спорта Узбекистана, на должность временно исполняющего обязанности Председателя Федерации. С этого момента результаты узбекских спортсменов-конников на международной арене стали заметно улучшаться. Плеяда молодых конкуристов, тренирующихся преимущественно под руководством своих более опытных соотечественников, начали навязывать серьёзную борьбу не только на турнирах в среднеазиатском регионе и России, но и на европейских площадках. Также в 2019 году в Ташкенте были проведены несколько крупных международных турниров по конному спорту, такие как FEI Jumping Children’s Classic Final, Чемпионат по выездке U-21 Азиатской федерации конного спорта и Отборочный этап I Международного турнира по конкуру среди юношей и юниоров Азиатской федерации конного спорта.
В 2021 году Газиев стал Председателем Федерации коневодства и конного спорта Узбекистана. Благодаря поддержке Бахромжона Газиева команда Узбекистана выигрывает путёвку на финал Кубка наций по конкуру, который состоится 1-3 октября 2021 г. в Барселоне (Испания).
С 2020 года является Председателем Федерации поло Узбекистана. Продвижение этого вида спорта проходит под идеей близости игры нашему народу: в поло играли наши предки ещё во времена правления династии Тимуридов. Помимо спортивной составляющей, Федерация поддерживает разведение лошадей национальной карабаирской породы. Будучи невысокими, они не подходят для классического конного спорта, но их выносливость и легкий контакт с человеком делают их отличными участниками игр в поло.
С 2021 года Бахромжон Газиев стал вице-президентом новоорганизованной Евразийской Ассоциации конного спорта. Тренд на развитие внешней конноспортивной политики не остановила даже пандемия коронавируса — в ноябре 2020-го в рамках сотрудничества стран III географической группы FEI была сформирована отдельная Евразийская лига в рамках одной из самых престижных в мире командных турнирных серий — Кубка наций по конкуру.

## Международная деятельность
Под руководством Газиева с 2018 по 2021 гг. были подписаны меморандумы о сотрудничестве с профильными федерациями современного пятиборья и конного спорта, в таких странах как Катар, Казахстан, Россия, Южная Корея, Киргизия, Египет.
Под его руководством в период с 21 по 25 апреля 2021 г. Узбекистан провел 1-й Этап Кубка мира и Кубка наций Евразийской лиги по конкуру.

## Государственные награды
Государственная медаль «Содиқ хизматлари учун» (2020 год). 27.08.2020 Награждён в связи с двадцатидевятилетием независимости Республики Узбекистан Указом Президента Республики Узбекистан Ш. Миризиёева от 27.08.2020 г. медалью. Данная награда присуждается за особые заслуги в повышении научного, интеллектуального и духовного потенциала нашего народа, развитии сфер образования, культуры, литературы, искусства, физической культуры и спорта, достойный вклад в укрепление независимости Родины, обеспечение прогресса, мира и социально-духовной стабильности в стране, а также многолетнюю плодотворную общественную деятельность.

## Семья
Женат, имеет троих детей.

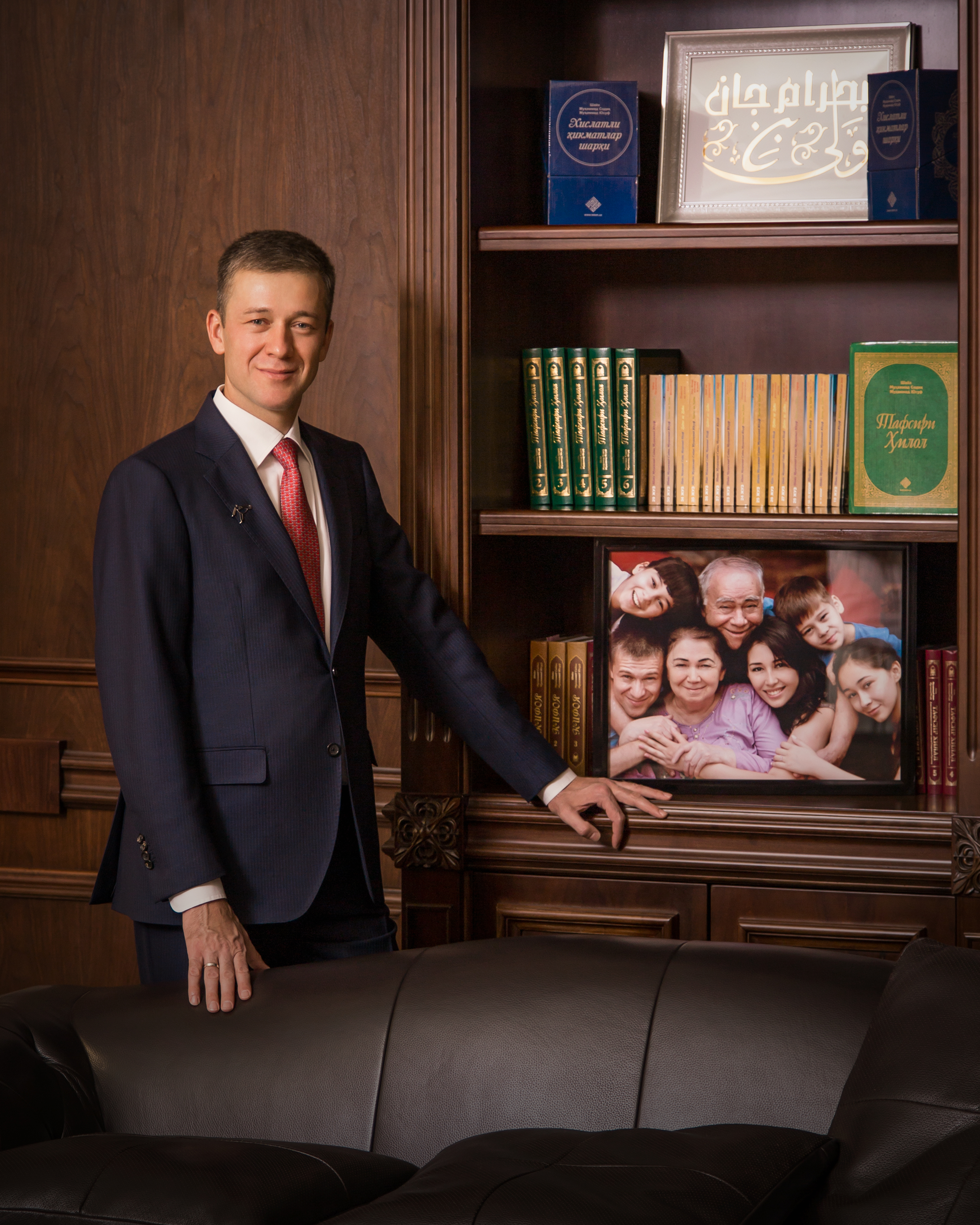
Бахромжон Газиев позирует возле портрета семьи

Отец — Газиев Вали Анварович (1948—2020)
Мать — Газиева Саида Кабуловна (1950 г.р.)
Супруга — Газиева Дилдора Миркамиловна (1982 г.р.)
Дочь — Валижонова Диёра Бахромжоновна (2000 г.р.)
Дочь — Валижонова Нигора Бахромжоновна (2005 г.р.)
Сын — Валижонов Бабуржон Бахромжонович (2008 г.р.)
Супруга и дочери увлекаются верховой ездой. 13-летний сын Валижонов Бабуржон является профессиональным спортсменом-конкуристом. Он уже выступает на международных соревнованиях на маршрутах до 120 см.